# Blažena Holišová
Blažena Holišová (11. července 1930 Nenkovice – 7. dubna 2011 Praha), rozená Zálešáková, podruhé provdaná Knorová, byla česká herečka.

## Život
Pocházela z rolnické rodiny. Jako vyučená švadlena pracovala v Prostějově a Brně. V roce 1956 absolvovala činoherní herectví na Divadelní fakultě Janáčkovy akademie múzických umění v Brně, poté byla tamtéž angažována v Divadle Julia Fučíka (1956–1959) a ve Státním divadle (nyní Národní divadlo Brno, 1959–1960). Od 1. února 1960 do 30. listopadu 1992 byla členkou činohry Národního divadla v Praze, kde ztvárnila téměř 70 rolí.

## Filmografie

### Film
- 1957 Škola otců
- 1963 Smrt si říká Engelchen
- 1969 Kladivo na čarodějnice
- 1975 Můj brácha má prima bráchu
- 1978 Brácha za všechny peníze
- 1981 Pozor, vizita!
- 1983 Slavnosti sněženek
- 1984 Rozpuštěný a vypuštěný
- 1987 Jak básníkům chutná život
- 1980 Půl domu bez ženicha

### Televize
- 1965 Kůzlátka otevřete… (TV inscenace detektivní hry) – role: dcera
- 1996 Hospoda

## Ocenění
- 1981 Zasloužilá členka ND